# La Société des films Sirius
La Société des Films Sirius est une société française de production et de distribution de films, active des années 1930 aux années 1970.

## Filmographie

### Production
- 1932 : Moune et son notaire d'Hubert Bourlon
- 1941 : Le Petit Poucet d'Henri Cerutti
- 1941 : Jean le Chanceux de Jean Devaivre
- 1941 : Cartacalha, reine des gitans de Léon Mathot
- 1941 : La Légende de Saint-Nicolas de Jean Devaivre
- 1942 : Forte Tête de Léon Mathot
- 1942 : Madame et le Mort de Louis Daquin
- 1942 : La Chèvre d'or de René Barberis
- 1942 : Paris vu par un chien de Maurice Théry
- 1942 : Signé illisible de Christian Chamborant
- 1942 : Huit Hommes dans un château de Richard Pottier
- 1942 : Sur un air d'autrefois de Jean Perdrix
- 1943 : La Malibran de Sacha Guitry
- 1943 : Les Roquevillard de Jean Dréville
- 1944 : Le Cavalier noir de Gilles Grangier
- 1945 : 120, rue de la Gare de Jacques Daniel-Norman
- 1945 : Nuits d'alerte de Léon Mathot
- 1945 : La Route du bagne de Léon Mathot
- 1946 : La Rose de la mer de Jacques de Baroncelli
- 1946 : Rêver de Louis Devaivre
- 1946 : Un beau contrat de Jean Devaivre
- 1946 : La Pythonisse de Jean Devaivre
- 1946 : Les Aventures de Casanova de Jean Boyer
- 1946 : Quand allons-nous nous marier de Louis Devaivre
- 1947 : Un flic de Maurice De Canonge
- 1947 : Paris une nuit.. de Jean Devaivre
- 1947 : Le Diamant de cent sous de Jacques Daniel-Norman
- 1948 : Les Condamnés de Georges Lacombe
- 1948 : Jo la Romance de Gilles Grangier
- 1948 : L'Estivant de Jean-Jacques Delafosse
- 1948 : Bal Cupidon de Marc-Gilbert Sauvajon
- 1948 : La Bataille du feu de Maurice de Canonge
- 1948 : Amours de vacances de Jean-Jacques Delafosse
- 1948 : Cité de l'espérance de Jean Stelli
- 1948 : Par le soupirail de Jean-Jacques Delafosse
- 1948 : L'Aigle à deux têtes de Jean Cocteau
- 1949 : Paris-Taxi d'Édouard Logereau
- 1949 : Mon ami Sainfoin de Marc-Gilbert Sauvajon
- 1949 : Julie de Carneilhan de Jacques Manuel
- 1949 : Sono io l'assassino! de Roberto Bianchi Montero
- 1949 : La Voyageuse inattendue de Jean Stelli
- 1949 : Dernière Heure, édition spéciale de Maurice de Canonge
- 1949 : L'Héroïque Monsieur Boniface de Maurice Labro
- 1950 : Casimir de Richard Pottier
- 1950 : L'Amant de paille de Gilles Grangier
- 1950 : L'Enfant des neiges d'Albert Guyot
- 1950 : Meurtre dans la nuit de Jean Perdrix
- 1950 : Soldats d'eau douce de Jean Leduc
- 1950 : Devoirs de vacances de Jean-Jacques Delafosse
- 1950 : Boniface somnambule de Maurice Labro
- 1950 : Uniformes et Grandes Manœuvres de René Le Henaff
- 1951 : Rendez-vous à Grenade de Richard Pottier
- 1951 : Le Cap de l'espérance de Raymond Bernard
- 1951 : The Galloping Major d'Henry Cornelius
- 1951 : Monsieur Raymond cambrioleur de Jean Perdrix
- 1952 : Elle et moi de Guy Lefranc
- 1952 : Je suis un mouchard de René Chanas
- 1952 : L'Amour, Madame de Gilles Grangier
- 1952 : Une fille sur la route de Jean Stelli
- 1952 : Douze Heures de bonheur de Gilles Grangier
- 1952 : Adorables Créatures de Christian-Jaque
- 1953 : Suivez cet homme de Georges Lampin
- 1953 : Alerte au sud de Jean Devaivre
- 1953 : Les Dents longues de Daniel Gélin
- 1953 : Geneviève d'Henry Cornelius
- 1953 : Le Comte de Monte-Cristo de Robert Vernay
- 1954 : Opinione pubblica de Maurizio Corgnati
- 1954 : Orient Express de Carlo Ludovico Bragaglia
- 1954 : La Patrouille des sables de René Chanas
- 1956 : La Joyeuse Prison d'André Berthomieu
- 1956 : Folies-Bergère d'Henri Decoin
- 1956 : L'inspecteur aime la bagarre de Jean Devaivre
- 1957 : Donnez-moi ma chance de Léonide Moguy
- 1957 : I fidanzati della morte de Romolo Marcellini
- 1957 : Deuxième Bureau contre inconnu de Jean Stelli
- 1957 : Les Collégiennes d'André Hunebelle
- 1957 : Charmants Garçons d'Henri Decoin
- 1958 : Madame et son auto de Robert Vernay
- 1958 : Rapt au Deuxième Bureau de Jean Stelli
- 1959 : La Tête contre les murs de Georges Franju
- 1959 : Les Naufrageurs de Charles Brabant
- 1959 : Minute papillon de Jean Lefevre
- 1959 : La Dragée haute de Jean Kerchner
- 1959 : Vous n'avez rien à déclarer de Clément Duhour
- 1959 : Nathalie, agent secret d'Henri Decoin
- 1959 : Des femmes disparaissent d'Édouard Molinaro
- 1960 : Les Distractions de Jacques Dupont
- 1961 : Les Ennemis d'Édouard Molinaro
- 1962 : Les Veinards de Jean Girault
- 1962 : La leggenda di Enea de Giorgio Rivalta
- 1964 : Requiem pour un caïd de Maurice Cloche
- 1964 : Les Pirates de la Malaisie d'Umberto Lenzi
- 1965 : Cent briques et des tuiles de Pierre Grimblat
- 1966 : Si j'étais un espion de Bertrand Blier
- 1966 : Paris au mois d'août de Pierre Granier-Deferre
- 1967 : Le Grand Meaulnes de Jean-Gabriel Albicocco
- 1968 : La Fille d'en face de Jean-Daniel Simon
- 1968 : Sous le signe de Monte-Cristo d'André Hunebelle
- 1968 : Bruno, l'enfant du dimanche de Louis Grospierre
- 1969 : La Maison des bories de Jacques Doniol-Valcroze
- 1971 : Églantine de Jean-Claude Brialy
- 1971 : Le Petit Matin de Jean-Gabriel Albicocco
- 1975 : Dupont Lajoie d'Yves Boisset
- 1979 : Midnight Blue de Raimondo Del Balzo